# Virus (film, 1999)
Pour l’article homonyme, voir virus (homonymie).
Pour plus de détails, voir Fiche technique et Distribution.
Virus est un film américain réalisé par John Bruno, sorti en 1999. Il s'agit de l'adaptation de série (en) de comics éponyme de Dark Horse Comics (1992), écrite par Chuck Pfarrer et dessinée par Howard Cobb.

## Synopsis
Le navire de recherche scientifique russe Akademik Vladislav Volkov vogue dans le sud de l'océan Pacifique. Il est en contact avec Mir. les cosmonautes à bord de Mir aperçoivent un étrange nuage électromagnétique qui s'approche d'eux de plus en plus vite. Les éclairs traversent la station détériorant le matériel et brouillant les liaisons avec le Volkov. Il se propage jusqu'au bateau en passant par la liaison et provoque les mêmes dégâts sur le Volkov.
Sept jours plus tard, le remorqueur Sea Star, commandé par le capitaine Robert Everton (Donald Sutherland), est pris dans le typhon Leiah. Le Sea Star tracte une barge chargée de 500 tonnes de planches et d'acier. La barge prend l'eau et menace de couler et d'entrainer le Sea Star avec elle. L'équipage comprend : Steve Baker (William Baldwin), J. W. Woods Junior (Marshall Bell), Hiko (Cliff Curtis) maori, Squeaky (Julio Oscar Mechoso) cubain, Richie Mason (Sherman Augustus) et Kelly « Kit » Foster (Jamie Lee Curtis), officier de navigation qui a été renvoyée de la Marine pour avoir frappé un officier et dont le père était amiral. Everton refuse de sacrifier la barge pour sauver le remorqueur, car il a hypothéqué tous ses biens sur la valeur de la cargaison et il n'a aucune assurance. La tempête rompt le câble qui relie le Sea Star à la barge, qui coule avec toute la cargaison. Le Sea Star a subi des avaries, ils se réfugient dans l'œil du cyclone pour tenter de réparer les dégâts. Le radar détecte le Volkov qui est immobile et semble en panne. Everton s'est isolé dans sa cabine, boit de l'alcool et se prépare à se suicider avec son revolver. Quand Woods l'informe au sujet de l'autre bateau, Everton reprend espoir et donne l'ordre de faire route vers celui-ci. Ils constatent qu'il a subi d'importants dégâts et semble abandonné.
Hiko et Woods restent à bord du Sea Star tandis que les autres grimpent à bord du Volkov. Ils remarquent de nombreux impacts de balle et que le courant est coupé. Everton se réjouit, selon le droit maritime, le Volkov étant dans les eaux internationales, il suffit de le remorquer dans un port. Le gouvernement russe devra leur verser 10 % de la valeur du Volkov en échange de la restitution du bateau. Everton ordonne à Baker et Squeaky de rétablir l'électricité et démarrer le moteur principal, à Woods de manœuvrer le Sea Star pour y amarrer le Volkov. Baker et Squeaky rétablissent l'électricité, les lampes et les ordinateurs s'allument. Foster constate qu'il semble y avoir quelqu'un qui commande le bateau. Une ancre du Volkov se décroche et transperce le Sea Star qui coule. Richie lance une bouée, Woods s'en empare et abandonne Hiko qui est blessé à la cuisse droite par un éclat de bois et ne sait pas nager. Baker plonge et repêche Hiko.
Baker ordonne à Squeaky de s'enfermer dans la salle des machines. Everton envoie Richie et Woods aider Squeaky, pendant qu'il va avec Baker et Foster, qui épaule Hiko, à l'infirmerie pour le soigner. Intrigué par des bruits et mouvements de câbles dans une conduite, Squeaky rampe dans celle-ci et se fait happer à l'intérieur. Richie et Woods arrivent dans l'armurerie. À l'infirmerie, Foster commence à soigner Hiko. Richie et Woods s'emparent de toutes les armes qu'ils peuvent transporter : mitraillette, lance roquette, puis entrent dans une pièce contenant des missiles. Richie découvre un mécanisme d'éjection, pendant que Woods repère de grandes taches de sang. Foster finit de recoudre Hiko, quand Baker ouvre un placard métallique d'où surgit une personne portant un masque à gaz qui leur tire dessus avec un pistolet mitrailleur Skorpion. Baker l'assomme et lui retire son masque, c'est une femme (Joanna Pacula). Richie et Woods constatent que de nombreux câbles électriques ont été sectionnés. Baker, inquiet de ne pas avoir de réponse de la part de Squeaky, décide de le rejoindre dans la salle des machines et rappelle à Richie et Woods de s'y rendre aussi. Ces derniers, surpris par un petit robot, l'abattent.
La femme reprend conscience, elle est terrifiée et affamée. Foster et Everton l'interrogent. Elle dit qu'il faut couper le générateur de courant et répond que tout l'équipage est mort et que la « chose » qui a besoin du courant est venue de Mir. Everton la croit folle. Elle tente de s'enfuir, mais Foster la rattrape. Elle dit qu'elle s'appelle Nadia Vinogradiya.
Elle leur apprend qu'une entité extra-terrestre intelligente de nature électrique s'est introduite sur le navire et a décimé l'équipage. L'entité ayant détecté leur présence les attaque et les tue un par un (elle convertit aussi certaines personnes à sa cause en les transformant en véritable cyborgs). Le but de cette entité est d'éradiquer l'espèce humaine, qu'elle considère comme un virus. Les deux derniers survivants finissent par la vaincre en détruisant le navire.

## Fiche technique
Sauf indication contraire, les informations mentionnées dans cette section peuvent être confirmées par la base de données cinématographiques IMDb,  présente dans la section « Liens externes ».

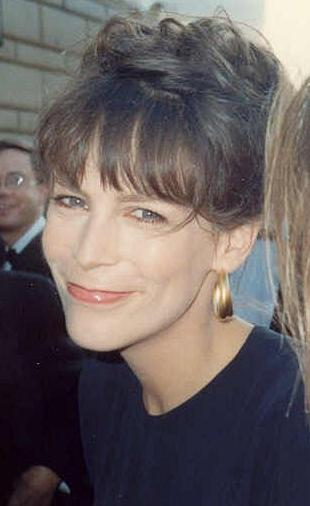
Jamie Lee Curtis, interprète Kelly « Kit » Foster

- Titre original et français : Virus
- Réalisation : John Bruno
- Scénario : Chuck Pfarrer et Dennis Feldman
- Musique : Joel McNeely[2]
- Direction artistique : Jaymes Hinkle, Robert J. Quinn	et Donald B. Woodruff
- Décors : Mayling Cheng
- Costumes : Deborah Everton
- Photographie : David Eggby
- Montage : M. Scott Smith
- Production : Gale Anne Hurd
- Coproduction : Dennis E. Jones, Todd Moyer et Bud S. Smith
- Production déléguée : Mark Gordon, Gary Levinsohn, Chuck Pfarrer et Mike Richardson
- Sociétés de production : Mutual Film Company et Universal Pictures, Dark Horse
- Société de distribution : Universal Pictures (États-Unis)
- Budget : 75 millions de dollars[réf. nécessaire]
- Pays de production :  États-Unis
- Langues originales : anglais, russe
- Format : couleur - Dolby - 2,35:1 - 35 mm
- Genre : science-fiction horrifique
- Durée : 100 minutes
- Dates de sortie :
  - États-Unis : 15 janvier 1999 (interdit aux moins de 16 ans)
  - Belgique, France : 17 février 1999 (interdit aux moins de 12 ans)

## Distribution

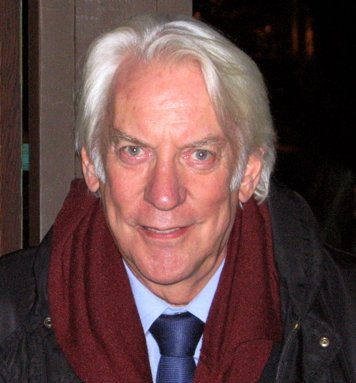
Donald Sutherland, interprète le capitaine Robert Everton

- Jamie Lee Curtis (VF : Elisabeth Wiener) : Kelly « Kit » Foster, officier de navigation
- William Baldwin (VF : Eric Herson-Macarel) : Steve Baker
- Donald Sutherland (VF : Bernard Tiphaine) : le capitaine Robert Everton
- Joanna Pacula (VF : Monika Lawinska) : Nadia Vinogradiya
- Marshall Bell (VF : Jean-Claude Sachot) : J. W. Woods Junior
- Cliff Curtis (VF : Antoine Tomé) : Hiko, maori
- Julio Oscar Mechoso (VF : François Chaix) : Squeaky, cubain
- Sherman Augustus (VF : Thierry Desroses) : Richie Mason
- David Eggby : le captaine du Norfolk
- Yuri Chervotkin : le colonel Kominski
- Keith Flippen : le captaine Lonya Rostov
- Olga Rzhepetskaya-Retchin : la femme cosmonaute
- Levan Uchaneishvili : le captaine Alexi

## Production

### Tournage

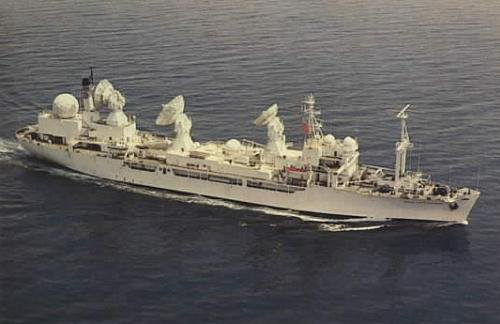
Le General Hoyt S. Vandenberg.

Le tournage a lieu à Wilmington (Caroline du Nord) et à Newport News (Virginie), entre 30 janvier et 7 juin 1997. Quelques dialogues dans le film y sont improvisés.
Le navire de guerre General Hoyt S. Vandenberg transformé en bâtiment d'essais et de mesures est utilisé pour servir décors du bateau de recherche scientifique russe Akademik Vladislav Volkov.

## Accueil

### Critiques
Sur l'agrégateur américain Rotten Tomatoes, le film récolte 10 % d'opinions favorables pour 48 critiques. Sur Metacritic, il obtient une note moyenne de 19⁄100 pour 17 critiques.
En France, le site Allociné propose une note moyenne de 2,3⁄5 à partir de l'interprétation de critiques provenant de 9 titres de presse.

### Box-office
- États-Unis : 14 036 005 $[9]
- Monde : 30 626 690 $[réf. nécessaire]

## Autour du film

### Jeux vidéo
Le film est adapté en jeu vidéo par la société française Cryo Interactive ; le jeu reçoit de mauvaises critiques, dont un 8 sur 20 sur Jeuxvideo.com. Il est testé par le joueur du Grenier.

### Figurines
Il existe des figurines tirées du film,Virus Collector Series de ReSaurus.

### Article de presse
- Olivier Père, « Virus », sur Les Inrockuptibles, 30 novembre 1998.